# سیستور
سیستور (به انگلیسی: Systur) گروه موسیقی ایسلندی است که از سه خواهر تشکیل شده‌است.
آن‌ها نماینده ایسلند در یوروویژن ۲۰۲۲ بودند.